# Robert Gill
Pour les articles homonymes, voir Gill.
Le major Robert Gill (26 septembre 1804 dans le borough londonien de Hackney – 1875 en route vers Ajantâ, Maharashtra, Inde) est un officier, un antiquaire, un peintre et un photographe britannique. Il est surtout connu pour ses dessins en couleur des fresques d'Ajantâ. Gill est le premier à publier de tels dessins (après leur découverte en 1819) et à compléter un grand nombre de copies des fresques du Bouddha dans les grottes, lesquels ont été peintes vers le Ve siècle. Ses copies et ses dessins constituent au XXIe siècle un matériel important dans l'étude d'Ajantâ parce que les fresques des grottes se sont dégradées depuis leur découverte.